# Artes marciais indianas
O subcontinente indiano é o lar de uma variedade de estilos de luta. Em sânscrito, eles podem ser referidos coletivamente como śastravidyā ou dhanurveda. O primeiro é um composto das palavras śastra (espada, arma) e vidyā (aprendizagem), que significa "conhecimento da espada" ou "conhecimento de armamento". O último termo deriva das palavras dhanushya (arco) e veda (conhecimento), literalmente a "ciência do tiro com arco" na literatura Puranica, mais tarde aplicado às artes marciais em geral. O texto Vishnu Purana descreve dhanurveda como um dos dezoito ramos tradicionais do "conhecimento aplicado" ou upaveda.

## Armas

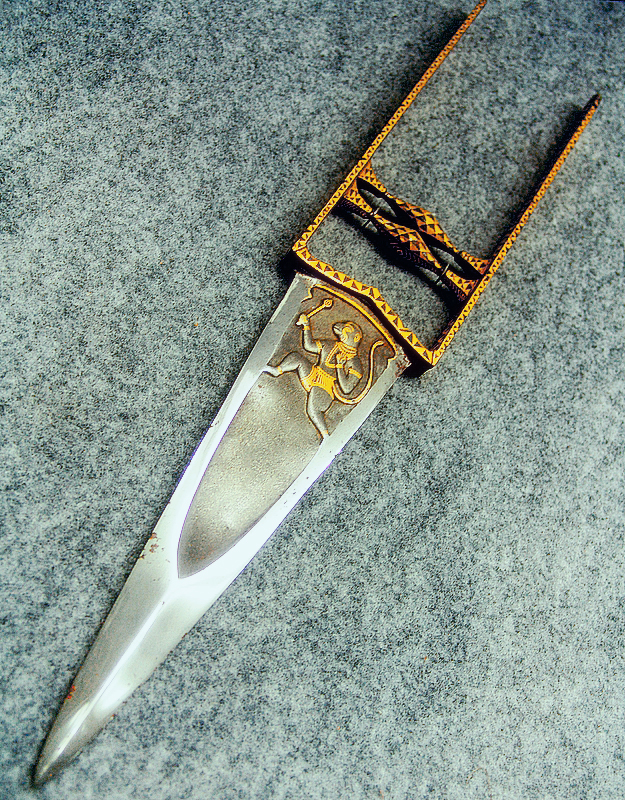
A katara (कटार), uma arma encontrada somente no sul da Ásia, que ganhou alguma fama por seu design incomum.

A urumi, uma lâmina flexível que se comporta como um chicote, é exclusiva das artes marciais dravidianas.

Uma grande variedade de armas são usadas no sul da Ásia, algumas das quais não são encontradas em nenhum outro lugar. De acordo com P.C. Chakravati em A Arte da Guerra na antiga Índia, o exército utilizou armas padrão, tais como lanças de madeira ou metal, espadas, colmos de bambu, escudos de madeira ou metal, machados, arcos curtos e longos, em guerras como no século IV DC. Relatos militares do Império Gupta (c. 240-480) e posteriormente o Agni Purana identificaram mais de 130 armas diferentes, divididas em classes lançadas e não-lançadas e posteriormente dividido em várias sub-classes.
Com o tempo, os armamentos evoluiram e a Índia se tornou famoso pela seu aço wootz flexível. As forças armadas foram amplamente padronizadas e não está claro se a infantaria regular foi treinada em qualquer sistema marcial reconhecível além dos exercícios militares padronizados. Técnicas e armas mais sofisticadas foram utilizadas pelos combatentes treinados no guerreiro jati.

## Estilos
Como em outros aspectos da cultura indiana, as artes marciais indianas podem ser divididas em estilos do norte e do sul, mais ou menos correspondente aos maiores grupos etno-linguísticos importantes, os povos de linguagem indo-arianos e dravidianos. A principal diferença é, novamente, como na cultura indiana em geral, que o norte da Índia foi mais exposto a influência persa durante o período mogol, enquanto o sul da Índia é mais conservador em preservar as tradições antigas e medievais. A exceção a essa regra são os estados do nordeste que, devido à sua localização geográfica, foram mais fechadas aos invasores estrangeiros pré-europeus. A cultura e os métodos de luta do nordeste da Índia estão também estreitamente relacionada com os do sul da Ásia. Além da grande divisão entre o norte e o sul da Índia, sistemas marciais no sul da Ásia tendem a ser associados a certos estados, cidades, aldeias ou grupos étnicos.

### Norte da Índia
- Gatka é um estilo baseado em armas de śastravidyā repassado/re-introduzido para os sikhs do Punjab pelo Guru Gobind Singh.
- Lathi é um estilo de luta com bastões praticada originalmente pelos pastores das aldeias.
- Mardani khel é um método armado criado pelos maratas de Maharashtra.
- Mushti yuddha é um estilo de kickboxing, popular na Idade Média, mas agora confinado a Varanasi.
- Pari khanda é um estilo de combate com espada e escudo de Bihar.
- Thang ta ou huyen lalong é um sistema armado criado pelos Meitei de Manipur.

### Sul da Índia
- Kalari payattu tem suas raízes nas salas de treinamento de combate (kalari payattu) do sistema tradicional de Kerala educacional.
- Silambam é um estilo baseado em armas de Tamil Nadu, que foca o bastão de bambu.

### Wrestling
As artes do wrestling são encontrados por toda a Índia e foram referidas genericamente em sânscrito como malla vidya ou "ciência da luta". O combate real de wrestling é chamado de malla yuddha, enquanto o termo malla khra refere-se ao wrestling como esporte.
O malla yuddha foi codificado em quatro formas que evoluíram a partir de competições de força puramente esportivas para lutas reais full-contact conhecidas como yuddha. Devido à extrema violência, essa forma final geralmente não é mais praticada. A segunda forma, o malla khra, onde os lutadores tentam levantar-se mutuamente no chão por três segundos, ainda existe no sul da Índia. O malla yuddha está praticamente extinto no norte, onde foi suplantado pelo pehlwani mugal.
O vajra mushti era outra antiga arte de luta em que os competidores lutavam usando uma soqueira. Em uma variação posterior, os duelistas lutavam com um bagh nakh.
Vários estilos de wrestling folclórico também são encontrados no interior da Índia, como o mukna de Manipur e o wrestling Inbuan de Mizoram.